# تشاك إيفانز (لاعب كرة قدم أمريكية)
تشاك إيفانز (بالإنجليزية: Chuck Evans)‏ هو لاعب كرة قدم أمريكية أمريكي، ولد في 16 أبريل 1967 في أوغستا في الولايات المتحدة، وتوفي في 12 أكتوبر 2008.

## وصلات خارجية
- تشاك إيفانز على موقع مرجع كرة القدم المحترفة.كوم (الإنجليزية)
- تشاك إيفانز على موقع مرجع كرة القدم المحترفة.كوم (الإنجليزية)